# Escola de Treino de Voo Básico das Forças Armadas da Austrália
A Escola de Treino de Voo Básico das Forças Armadas da Austrália (BFTS) é uma escola baseada em Tamworth, Nova Gales do Sul. Faz uso de aeronaves CT-4 Airtrainer. Depois de os pilotos se graduarem nesta escola, os que são da RAAF e da RAN seguem para a Escola de Treino de Voo N.º 2 (2FTS) na Base aérea de Pearce, enquanto os do exército seguem para uma escola de aviação do exército, em Queensland. Os instrutores de voo vêm dos três ramos e instruem juntamente com vários instrutores civis da BAE.